# Benedikt Duda
Benedikt Duda (* 4. April 1994 in Gummersbach) ist ein deutscher Tischtennisspieler. Im Einzel wurde er Vize-Europameister 2024, mit der Mannschaft holte er EM-Gold 2021 und WM-Silber 2022.

## Werdegang
Benedikt Duda entstammt einer Tischtennisfamilie. Sein Vater Heinz Duda – Sportwart des TTC Schwalbe Bergneustadt – betreibt diesen Sport, ebenso sein jüngerer Bruder Frederik. Alle sind aktiv im Verein TTC Schwalbe Bergneustadt, in dem Benedikt 2003 mit dem Tischtennissport begann. Benedikt Duda spielt mit dem TTC Schwalbe Bergneustadt seit 2014 in der Tischtennis-Bundesliga.
Erste Erfolge erzielte Duda im Jugendbereich. So wurde er 2007 Deutscher Jugend-Mannschaftsmeister und gewann im Juni desselben Jahres den Einzelwettbewerb B-Schüler bei den Internationalen Meisterschaften von Luxemburg. 2010 siegte er bei den Bundesranglistenturnieren. 2012 wurde er Deutscher Jugendmeister im Doppel mit Florian Schreiner, im Einzel erreichte er das Endspiel. Im selben Jahr holte er bei der Jugend-Europameisterschaft im Mannschaftswettbewerb Silber, bei der Jugend-WM kam er im Einzel und Doppel (mit Frederick Jost) bis ins Viertelfinale.
Im Vorfeld der Europameisterschaft 2013 der Erwachsenen wurde der sechste Startplatz für die deutschen Herren in einem Qualifikationsturnier ermittelt. Hier setzte sich der als Außenseiter geltende Duda gegen Ruwen Filus, Steffen Mengel, Ricardo Walther und Philipp Floritz durch. Bei den Deutschen Meisterschaften 2014 wurde er mit seinem Partner Steffen Mengel im Doppelwettbewerb Zweiter, 2015 gewannen sie den Meistertitel. 2015 wurde er in Chemnitz Sieger im Bundesranglistenturnier vor Dang Qiu.
Bei den Qatar Open im März 2016 besiegte er unter anderem den Weltranglisten-14. Jung Young-sik und kam 2014 in der Weltrangliste erstmals unter die Top 100. Im September 2015 bestritt Duda bei der Qualifikation für die Europameisterschaft 2017 sein erstes Länderspiel, bei dem er den Schweizer Elia Schmid besiegte. Bei der EM 2016 kam er unter die letzten 32 und scheiterte dort nur knapp mit 3:4 am amtierenden Vizemeister Marcos Freitas, bei den Austrian Open gewann er durch seinen Halbfinaleinzug seine erste World Tour-Medaille.
Von 2018 bis 2023 wurde Duda mit Dang Qiu sechs Mal nacheinander Deutscher Meister im Herren-Doppel. 2021 war er Teil des deutschen Teams, das bei der Mannschafts-EM trotz des Fehlens von Timo Boll und Dimitrij Ovtcharov Gold gewann. Diese traten, wie auch Patrick Franziska, auch bei der Team-WM 2022 nicht an, mit der Mannschaft kam Duda trotzdem ins Finale und gewann nach einer Niederlage gegen China Silber. 2024 wurde er zum zweiten Mal (nach 2021) Deutscher Meister im Einzel.
Im Oktober gewann er bei der Tischtennis-Europameisterschaft in Linz die Silbermedaille im Einzel, nachdem er unter anderem den Weltranglisten-Siebten Félix Lebrun und Dimitrij Ovtcharov geschlagen hatte. Beim WTT Champions Montpellier besiegte er kurz darauf die Top-10-Spieler Lin Gaoyuan und Liang Jingkun und erreichte das Halbfinale. Aufgrund dieser Erfolge stieg er Ende Oktober 2024 auf Weltranglistenplatz 17. Beim World Cup 2025 kam er ins Viertelfinale, wo er dem Weltranglisten-Zweiten Wang Chuqin, gegen den er im Entscheidungssatz einen Matchball hatte, mit 3:4 unterlag. Nach seinem Sieg beim WTT Contender Skopje rückte er in der Weltrangliste auf Platz 11 vor und wurde damit erstmals bestplatzierter Deutscher, im August wurde er Zweiter beim WTT Star Contender Foz do Iguaçu und kam damit zum ersten Mal unter die Top 10.

## Turnierergebnisse
| Verband | Veranstaltung                | Jahr | Ort           | Land                | Einzel        | Doppel        | Mixed        | Team          |
| ------- | ---------------------------- | ---- | ------------- | ------------------- | ------------- | ------------- | ------------ | ------------- |
| GER     | Europameisterschaft          | 2024 | Linz          | Osterreich          | Silber        | Viertelfinale |              |               |
| GER     | Europameisterschaft          | 2023 | Malmö         | Schweden            |               |               |              | Silber        |
| GER     | Europameisterschaft          | 2022 | München       | Deutschland         | Achtelfinale  | Viertelfinale | Achtelfinale |               |
| GER     | Europameisterschaft          | 2021 | Cluj-Napoca   | Rumänien            |               |               |              | Gold          |
| GER     | Europameisterschaft          | 2020 | Warschau      | Polen               | Achtelfinale  | Viertelfinale |              |               |
| GER     | Europameisterschaft          | 2018 | Alicante      | Spanien             | Viertelfinale |               |              |               |
| GER     | Europameisterschaft          | 2016 | Budapest      | Ungarn              | letzte 32     | Achtelfinale  | letzte 32    |               |
| GER     | Europameisterschaft          | 2013 | Schwechat     | Osterreich          | Qual.         | Qual.         |              |               |
| GER     | Europe Top 16                | 2025 | Montreux      | Schweiz             | Achtelfinale  |               |              |               |
| GER     | WTT Series (Star Contender)  | 2025 | Foz do Iguaçu | Brasilien           | Silber        | Gold          |              |               |
| GER     | WTT Series (Contender)       | 2025 | Skopje        | Nordmazedonien      | Gold          |               |              |               |
| GER     | WTT Series (Contender)       | 2025 | Tunis         | Tunesien            | letzte 32     | Gold          |              |               |
| GER     | WTT Series (Champions)       | 2024 | Montpellier   | Frankreich          | Halbfinale    |               |              |               |
| GER     | WTT Series (Contender)       | 2024 | Mendoza       | Argentinien         | Gold          |               |              |               |
| GER     | WTT Series (Contender)       | 2023 | Antalya       | Turkei              | letzte 32     | Halbfinale    |              |               |
| GER     | WTT Series (Contender)       | 2022 | Nova Gorica   | Slowenien           | Halbfinale    |               |              |               |
| GER     | WTT Series (Star Contender)  | 2022 | Doha          | Katar               | letzte 32     | Gold          |              |               |
| GER     | Grand Smash                  | 2022 | Singapur      | Singapur            | Achtelfinale  | Halbfinale    |              |               |
| GER     | ITTF Challenge Series        | 2020 | Granada       | Spanien             | Silber        |               |              |               |
| GER     | ITTF Challenge Series        | 2019 | Zagreb        | Kroatien            | Viertelfinale | Halbfinale    |              |               |
| GER     | ITTF Challenge Series        | 2018 | Zagreb        | Kroatien            | Halbfinale    | Halbfinale    |              |               |
| GER     | ITTF Challenge Series        | 2017 | Częstochowa   | Polen               | Halbfinale    | Halbfinale    |              |               |
| GER     | ITTF World Tour              | 2020 | Budapest      | Ungarn              | Viertelfinale | Gold          |              |               |
| GER     | ITTF World Tour              | 2019 | Bremen        | Deutschland         | Qual.         | Silber        |              |               |
| GER     | ITTF World Tour              | 2019 | Sapporo       | Japan               | Qual.         | Silber        |              |               |
| GER     | ITTF World Tour              | 2017 | Neu-Delhi     | Indien              | letzte 32     | Halbfinale    |              |               |
| GER     | ITTF World Tour              | 2016 | Linz          | Osterreich          | Halbfinale    | Qual.         |              |               |
| GER     | ITTF World Tour              | 2016 | Doha          | Katar               | Achtelfinale  |               |              |               |
| GER     | ITTF World Tour              | 2013 | Spala         | Polen               | letzte 64     |               |              |               |
| GER     | ITTF World Tour              | 2013 | Zagreb        | Kroatien            | Viertelfinale |               |              |               |
| GER     | ITTF World Tour              | 2012 | Poznań        | Polen               | letzte 64     |               |              |               |
| GER     | ITTF World Tour              | 2012 | Antwerpen     | Belgien             | Achtelfinale  |               |              |               |
| GER     | ITTF World Tour              | 2012 | Helsingborg   | Schweden            | letzte 32     |               |              |               |
| GER     | WTT Finals                   | 2024 | Fukuoka       | Japan               | Viertelfinale |               |              |               |
| GER     | ITTF World Tour Grand Finals | 2019 | Zhengzhou     | China Volksrepublik |               | Viertelfinale |              |               |
| GER     | Weltmeisterschaft            | 2025 | Doha          | Katar               | letzte 32     | Achtelfinale  | letzte 64    |               |
| GER     | Weltmeisterschaft            | 2024 | Busan         | Korea Sud           |               |               |              | Viertelfinale |
| GER     | Weltmeisterschaft            | 2023 | Durban        | Sudafrika           | letzte 128    | letzte 64     |              |               |
| GER     | Weltmeisterschaft            | 2022 | Chengdu       | China Volksrepublik |               |               |              | Silber        |
| GER     | Weltmeisterschaft            | 2021 | Houston       | Vereinigte Staaten  | letzte 32     | Viertelfinale |              |               |
| GER     | Weltmeisterschaft            | 2017 | Düsseldorf    | Deutschland         |               |               | letzte 64    |               |
| GER     | Jugend-Weltmeisterschaft     | 2012 | Hyderabad     | Indien              | Viertelfinale | Viertelfinale |              |               |
| GER     | World Cup                    | 2025 | Macau         | Macau               | Viertelfinale |               |              |               |
| GER     | World Cup                    | 2024 | Macau         | Macau               | 17.–32. Platz |               |              |               |
| GER     | World Junior Circuit         | 2012 | Cetniewo      | Polen               | Viertelfinale |               |              |               |
| GER     | World Junior Circuit         | 2012 | Metz          | Frankreich          | Viertelfinale |               |              |               |
| GER     | World Junior Circuit         | 2012 | Lignano       | Italien             | Viertelfinale |               |              |               |
| GER     | World Junior Circuit         | 2011 | Hodonin       | Tschechien          | Silber        |               |              |               |

## Verlauf der Position in der Weltrangliste

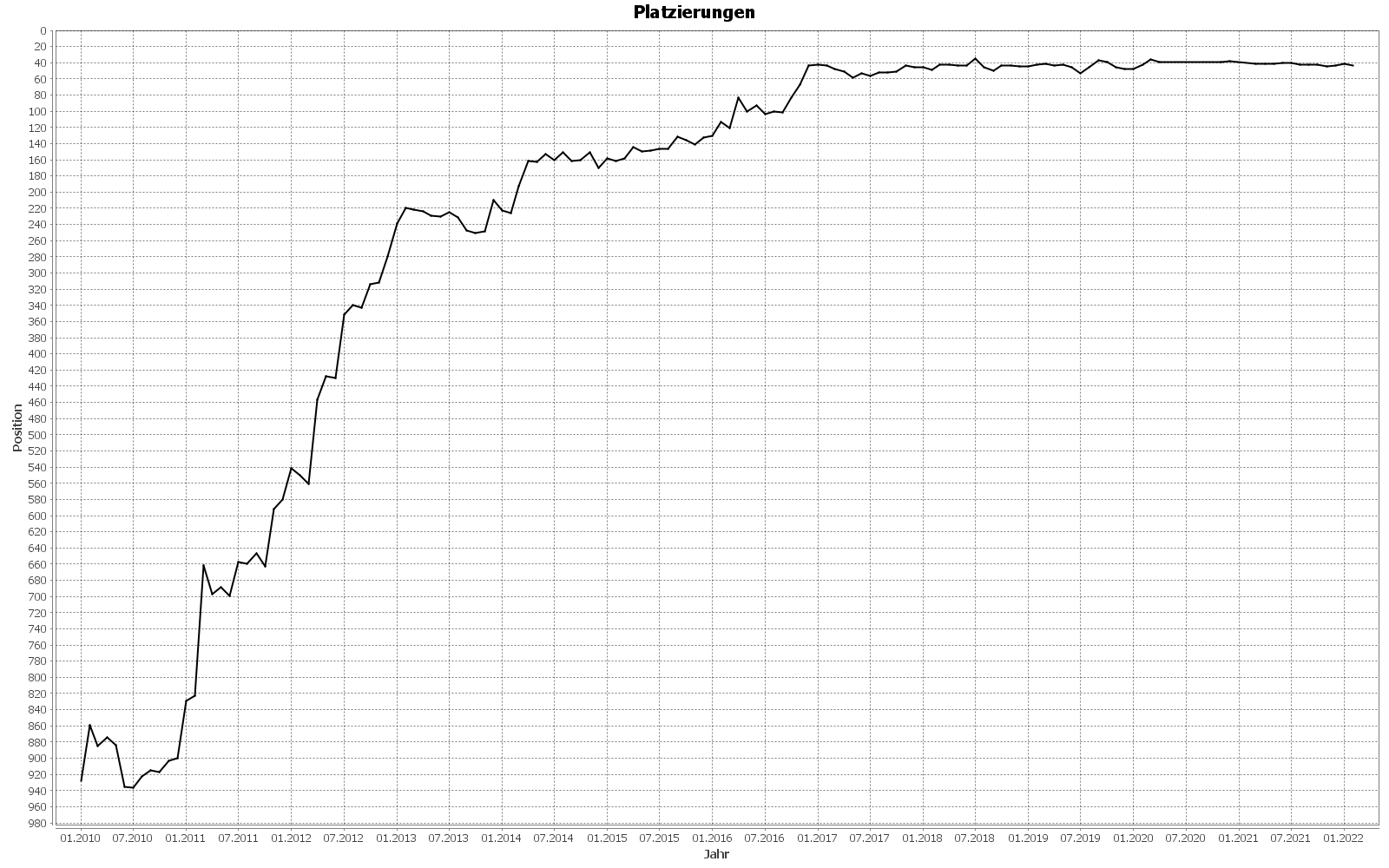

Stand 02/2022